# Гуидо Сполетски
Вижте пояснителната страница за други личности с името Гуидо.
Гуидо Сполетски (на италиански: Guido II di Spoleto, всъщност Видо II, † декември 894) е важен член от семейството на Гвидоните, който управлява лангобардското Херцогство Сполето в Централна Италия през втората половина на IX в.

## Живот
Гуидо е син на маркграфа Видо I Сполетски и неговата съпруга Итана (най-вероятно дъщеря на лангобардския херцог, принц Сико Беневетски). От 876 г. Гуидо става херцог на Камерино – източната част на разделеното от баща му на синовете херцогство Сполето, което Гуидо обединява през 883 г. За да удържи набезите на сарацините в своите земи, Гуидо се обръща към Византийската империя за помощ. Императорът Карл Дебели го обвинява в държавна измяна, залавя го и го хвърля в затвор. Успява обаче да се измъкне и сключва бърз съюз със сарацините. През 885 го оневиняват на имперско събрание. Гуидо по това време е най-силният благородник в Италия, към когото се обръща Стефан VI, след като е избран за папа през 885 г., защото Карл Дебели, с когото не е обсъден изборът на папа, отказва да се бие срещу сарацините. За да скрепи новия съюз помежду им, папата осиновява Гуидо. След това херцогът побеждава сарацините при Гариляно и завладява Капуа и Беневент.
След смъртта на Карл през 888 г., Гуидо се премества в Бургундия, за да бъде коронясан за крал на Западното Франкско кралство в Лангър, но се налага отменяне на коронясването, защото в Компиен вече е бил избран Одо от Париж. Обратно в Италия на Гуидо му се налага да се противопостави на Беренгар I, когото са коронясали за крал на Италия. В битка при Требия през 889 г. успява да надвие своя враг. След това в Павия той се самообявява, основно чрез подкрепата на епископите от Северна Италия, за крал на Италия и е коронован като такъв. През 891 г. Гуидо накарва папата да го короняса за император. През 892 г. успява да получи от папа Формоза короноването на своя син Ламберт за съимператор.
Гуидо умира на 12 декември 894 г. след завладяването на Северна Италия от извикания от Формоза Арнулф Кернтенски. Неговият син Ламберт Сполетски загубва престола от Арнулф и умира през 898 г.

## Брак и наследници
Със своята съпруга Ангелтруде, дъщеря на Аделчис (княз на Беневенто 854 – 878), имат един син:
- Ламберт Сполетски (загива 15 октомври 898 г. в Моренго) – херцог на Сполето, съ/император на Свещената Римска империя от февруари 892 г.